# Hieracium nipholasium
Hieracium nipholasium es una especie de planta con flor del género Hieracium, de la familia Asteraceae, orden Asterales.

## Distribución
Hieracium nipholasium se distribuye por Bulgaria.

## Taxonomía
Fue descrita científicamente por Georgiev y Zahn.